# 버드나무에 부는 바람
《버드나무에 부는 바람》(영어: The Wind in the Willows)은 영국의 소설가 케네스 그레이엄이 쓴 아동 문학이다. 1908년 초판이 발행되었다. 시력이 약한 아들을 위해 지은 책으로, 섬세하고도 생생한 풍경 묘사, 소리와 동작에 관한 다양한 표현, 목가적이고 서정적인 분위기로 ‘영국 문학사의 보물’로 평가받는다. 용감한 소년처럼 충동에 사로잡히곤 하는 모험가 두더지, 손님을 극진히 대하는 사교적인 물쥐, 뻐기기 잘하는 명랑한 거드름쟁이 두꺼비, 현명한 오소리들이 펼치는 흥미진진하고 우스꽝스러운 이 모험 이야기는 전 세계 어린이를 매혹시켰다.
사색적이고 시적인 문체, 빛나는 상상력으로 어른과 아이를 사로잡는 이 작품은 《곰돌이 푸》의 작가,A. A. 밀른부터 록그룹 핑크 플로이드, 《해리 포터》의 작가 J. K. 롤링에 이르기까지, 시대를 초월해 수많은 이들에게 영감을 주었으며 이후의 아동문학을 성장시키는 데 지대한 영향을 미쳐왔다.
작품이 발표된 당시에는 출간 자체가 쉽지 않았다. 이는 빅토리아 시대 교육학자들이 어린아이들을 무지몽매한 존재로 이해하고 그들의 상상력을 자극하기보다는 획일적인 교육의 불가피성을 주장해왔던 바, 어린이들이 몽상에 빠지는 것을 금기시했기 때문이다. 우여곡절 끝에 그레이엄의 열렬한 팬이었던 미국의 26대 대통령 루스벨트의 도움으로 겨우 세상의 빛을 볼 수 있었지만 유감스럽게도 많은 사회적 우려와 평론가들의 혹평을 받기도 했다. 그러나 그럼에도 출간 즉시 베스트셀러가 되었으며, 이후 A. A. 밀른에 의해 연극으로 만들어지고 월트 디즈니 등을 통해 여섯 차례나 영화화되면서 전 시대를 통해 가장 사랑받은 동화의 고전으로 우뚝 서게 되었다.

## 줄거리
땅 속에서 혼자 사는 두더지 모울은 어느 날 봄맞이 대청소를 하다가 세상 밖으로 뛰어 나온다. 그리고 물쥐 래트를 만나 친구가 된다. 래트는 강가에서 보트를 타고, 시 읊는 게 취미이다. 땅 속 세상만이 전부라고 생각하던 모울은 처음 본 강이 신기하기만 하고, 래트가 가르쳐 준 보트타기도 신나고 즐겁기만 하다. 래트와 만나면서 모울은 숲 속 한가운데 사는 오소리 배저 아저씨를 알게 된다. 배저 아저씨는 언제나 현명하고 지혜로워 강 마을의 동물들에게 많은 도움을 주는 조언자다. 강 마을의 최고 부자는 토드! 새로운 것만 보면 미친 듯이 몰두하는 성격의 토드는 어느 날 자동차를 보고 마음이 빼앗긴다. 그리고 주인의 허락도 없이 자동차를 타다가 감옥에 갇히고 만다. 하지만 가만히 감옥 안에 갇혀 있을 토드가 아니다. 토드는 감옥을 탈출하고 우여곡절 끝에 다시 강 마을로 돌아온다. 하지만 이미 토드의 대저택은 담비와 족제비들 손에 넘어가 있다. 토드의 어려운 처지를 보자, 모울과 래트, 배저 아저씨는 힘을 모아 토드 홀을 되찾아 준다.